# League of Ireland 2014
Die League of Ireland 2014 (offiziell: Airtricity League nach dem Ligasponsor Airtricity) war die 94. Spielzeit der höchsten irischen Fußballliga. Die Saison begann am 7. März 2014 und endete am 24. Oktober 2014.
Titelverteidiger waren die St Patrick’s Athletic. Meister wurde Dundalk FC, der erst am letzten Spieltag durch einen 2:0-Erfolg gegen Cork City die Tabellenführung übernahm und somit die erste Meisterschaft seit 19 Jahren feierte.

## Modus
Die zwölf Mannschaften spielten jeweils dreimal gegeneinander. Jedes Team absolvierte dabei 33 Saisonspiele. Der Tabellenletzte stieg direkt ab, der Vorletzte musste in die Relegation.

## Vereine
| Verein                        | Wappen                        | Stadt    | Stadion              | Kapazität |
| ----------------------------- | ----------------------------- | -------- | -------------------- | --------- |
| Athlone Town                  | Athlone Town                  | Athlone  | Athlone Town Stadium | 2.500     |
| Bohemians Dublin              | Bohemians Dublin              | Dublin   | Dalymount Park       | 7.955     |
| Bray Wanderers                | Bray Wanderers                | Bray     | Carlisle Grounds     | 3.250     |
| Cork City                     | Cork City                     | Cork     | Turners Cross        | 7.365     |
| Derry City                    | Derry City                    | Derry    | Brandywell Stadium   | 7.700     |
| Drogheda United               | Drogheda United               | Drogheda | Hunky Dorys Park     | 2.000     |
| Dundalk FC                    | Dundalk FC                    | Dundalk  | Oriel Park           | 6.000     |
| Limerick 37                   | Limerick 37                   | Limerick | Jackman Park         | 3.000     |
| Shamrock Rovers               | Shamrock Rovers               | Dublin   | Tallaght Stadium     | 5.947     |
| Sligo Rovers                  | Sligo Rovers                  | Sligo    | The Showgrounds      | 5.500     |
| St Patrick’s Athletic         | St Patrick’s Athletic         | Dublin   | Richmond Park        | 5.340     |
| University College Dublin AFC | University College Dublin AFC | Dublin   | UCD Bowl             | 3.000     |

## Abschlusstabelle
| Pl. | Verein                        | Sp. | S  | U  | N  | Tore    | Diff. | Punkte |
| --- | ----------------------------- | --- | -- | -- | -- | ------- | ----- | ------ |
| 1.  | Dundalk FC                    | 33  | 22 | 8  | 3  | 073:240 | +49   | 74     |
| 2.  | Cork City                     | 33  | 22 | 6  | 5  | 051:250 | +26   | 72     |
| 3.  | St Patrick’s Athletic (M)     | 33  | 19 | 8  | 6  | 066:370 | +29   | 65     |
| 4.  | Shamrock Rovers               | 33  | 18 | 8  | 7  | 043:260 | +17   | 62     |
| 5.  | Sligo Rovers (P)              | 33  | 12 | 7  | 14 | 044:360 | +8    | 43     |
| 6.  | Limerick 37                   | 33  | 12 | 5  | 16 | 037:450 | −8    | 41     |
| 7.  | Bohemians Dublin              | 33  | 9  | 13 | 11 | 042:430 | −1    | 40     |
| 8.  | Derry City                    | 33  | 9  | 11 | 13 | 042:410 | +1    | 38     |
| 9.  | Drogheda United               | 33  | 10 | 6  | 17 | 040:630 | −23   | 36     |
| 10. | Bray Wanderers (R)            | 33  | 5  | 11 | 17 | 028:610 | −33   | 26     |
| 11. | University College Dublin AFC | 33  | 6  | 7  | 20 | 027:710 | −44   | 25     |
| 12. | Athlone Town (N)              | 33  | 4  | 10 | 19 | 035:560 | −21   | 22     |

Platzierungskriterien: 1. Punkte – 2. Tordifferenz – 3. geschossene Tore

| (M) | amtierender irischer Meister     |
| (P) | amtierender irischer Pokalsieger |
| (N) | Neuaufsteiger                    |
| (R) | Sieger der Relegation            |

## Kreuztabelle
Die Kreuztabelle stellt die Ergebnisse aller Spiele dieser Saison dar. Die Heimmannschaft ist in der mittleren Spalte aufgelistet und die Gastmannschaft in der obersten Reihe. Die Ergebnisse sind immer aus Sicht der Heimmannschaft angegeben.
| Hinrunde (Runden 1–22) | Hinrunde (Runden 1–22) | Hinrunde (Runden 1–22) | Hinrunde (Runden 1–22) | Hinrunde (Runden 1–22) | Hinrunde (Runden 1–22) | Hinrunde (Runden 1–22) | Hinrunde (Runden 1–22) | Hinrunde (Runden 1–22) | Hinrunde (Runden 1–22) | Hinrunde (Runden 1–22) | Hinrunde (Runden 1–22)        | 2014                          | Rückrunde (Runden 23–33) | Rückrunde (Runden 23–33) | Rückrunde (Runden 23–33) | Rückrunde (Runden 23–33) | Rückrunde (Runden 23–33) | Rückrunde (Runden 23–33) | Rückrunde (Runden 23–33) | Rückrunde (Runden 23–33) | Rückrunde (Runden 23–33) | Rückrunde (Runden 23–33) | Rückrunde (Runden 23–33) | Rückrunde (Runden 23–33)      |
| Athlone Town           | Bohemians Dublin       | Bray Wanderers         | Cork City              | Derry City             | Drogheda United        | Dundalk FC             | Limerick 37            | Shamrock Rovers        | Sligo Rovers           | St Patrick’s Athletic  | University College Dublin AFC | Verein                        | Athlone Town             | Bohemians Dublin         | Bray Wanderers           | Cork City                | Derry City               | Drogheda United          | Dundalk FC               | Limerick 37              | Shamrock Rovers          | Sligo Rovers             | St Patrick’s Athletic    | University College Dublin AFC |
| ---------------------- | ---------------------- | ---------------------- | ---------------------- | ---------------------- | ---------------------- | ---------------------- | ---------------------- | ---------------------- | ---------------------- | ---------------------- | ----------------------------- | ----------------------------- | ------------------------ | ------------------------ | ------------------------ | ------------------------ | ------------------------ | ------------------------ | ------------------------ | ------------------------ | ------------------------ | ------------------------ | ------------------------ | ----------------------------- |
|                        | 1:3                    | 0:0                    | 0:3                    | 0:1                    | 6:0                    | 0:1                    | 3:0                    | 1:4                    | 0:2                    | 0:2                    | 2:0                           | Athlone Town                  |                          | 0:0                      | 0:3                      | 2:2                      | –                        | –                        | 1:1                      | –                        | 1:1                      | –                        | –                        | –                             |
| 2:2                    |                        | 1:1                    | 2:0                    | 1:1                    | 2:2                    | 0:2                    | 0:1                    | 1:3                    | 0:2                    | 1:1                    | 0:0                           | Bohemians Dublin              | –                        |                          | 2:1                      | –                        | 2:1                      | 2:1                      | –                        | 2:0                      | 1:1                      | 2:2                      | –                        | –                             |
| 1:1                    | 0:5                    |                        | 0:2                    | 0:0                    | 1:3                    | 1:0                    | 1:0                    | 0:3                    | 1:0                    | 1:3                    | 3:5                           | Bray Wanderers                | –                        | –                        |                          | –                        | 1:1                      | –                        | 1:1                      | –                        | –                        | 0:1                      | 2:4                      | 2:0                           |
| 1:0                    | 1:1                    | 3:1                    |                        | 2:0                    | 3:1                    | 1:2                    | 3:0                    | 3:0                    | 1:1                    | 1:1                    | 2:1                           | Cork City                     | –                        | 1:0                      | 1:1                      |                          | –                        | 2:1                      | –                        | –                        | 1:0                      | 2:1                      | 1:0                      | –                             |
| 3:2                    | 4:0                    | 5:0                    | 0:1                    |                        | 2:0                    | 2:2                    | 0:0                    | 0:1                    | 1:0                    | 0:0                    | 1:1                           | Derry City                    | 1:1                      | –                        | –                        | 0:1                      |                          | –                        | –                        | 1:2                      | –                        | 2:1                      | 0:1                      | 0:1                           |
| 3:2                    | 1:0                    | 0:2                    | 0:1                    | 1:1                    |                        | 4:1                    | 1:4                    | 2:3                    | 1:2                    | 0:4                    | 4:0                           | Drogheda United               | 1:1                      | –                        | 1:1                      | –                        | 1:0                      |                          | 1:1                      | –                        | 0:2                      | –                        | 2:3                      | –                             |
| 2:0                    | 1:1                    | 5:1                    | 4:0                    | 3:0                    | 7:0                    |                        | 2:1                    | 2:2                    | 3:0                    | 0:0                    | 5:2                           | Dundalk FC                    | –                        | 3:2                      | –                        | 2:0                      | 5:0                      | –                        |                          | 1:0                      | 0:0                      | –                        | –                        | –                             |
| 2:1                    | 1:2                    | 0:0                    | 1:2                    | 0:4                    | 0:1                    | 1:2                    |                        | 4:1                    | 0:3                    | 2:0                    | 2:1                           | Limerick 37                   | 4:2                      | –                        | 4:1                      | 0:1                      | –                        | 0:3                      | –                        |                          | –                        | 1:0                      | –                        | –                             |
| 1:0                    | 0:0                    | 2:1                    | 0:2                    | 1:1                    | 0:1                    | 0:1                    | 1:1                    |                        | 1:0                    | 2:1                    | 2:0                           | Shamrock Rovers               | –                        | –                        | 1:0                      | –                        | 2:0                      | –                        | –                        | 1:0                      |                          | 1:0                      | –                        | 3:0                           |
| 2:1                    | 3:2                    | 3:0                    | 0:0                    | 2:2                    | 1:1                    | 0:1                    | 2:0                    | 0:1                    |                        | 2:2                    | 5:0                           | Sligo Rovers                  | 3:1                      | –                        | –                        | –                        | –                        | 0:2                      | 1:1                      | –                        | –                        |                          | 1:4                      | 4:0                           |
| 4:0                    | 3:1                    | 3:2                    | 3:2                    | 5:2                    | 6:0                    | 1:4                    | 1:1                    | 1:0                    | 1:0                    |                        | 3:2                           | St Patrick’s Athletic         | 0:2                      | 3:1                      | –                        | –                        | –                        | –                        | 1:0                      | 0:1                      | 1:1                      | –                        |                          | 3:2                           |
| 2:1                    | 0:3                    | 0:0                    | 0:1                    | 1:6                    | 2:1                    | 1:4                    | 1:1                    | 0:2                    | 1:0                    | 1:1                    |                               | University College Dublin AFC | 1:1                      | 0:0                      | –                        | 0:4                      | –                        | 1:0                      | 0:2                      | 1:3                      | –                        | –                        | –                        |                               |

## Relegation
Der Elftplatzierte spielte gegen den Playoff-Sieger der First Division zwei Relegationsspiele. Die Spiele wurden am 27. und 31. Oktober 2014 ausgetragen.
|                               | Gesamt |               | Hinspiel | Rückspiel |
| ----------------------------- | ------ | ------------- | -------- | --------- |
| University College Dublin AFC | 1:5    | Galway United | 1:2      | 0:3       |

## Torschützenliste
| Pl. | Name            | Mannschaft            | Tore |
| --- | --------------- | --------------------- | ---- |
| 01. | Christy Fagan   | St Patrick’s Athletic | 20   |
| 01. | Patrick Hoban   | Dundalk FC            | 20   |
| 03. | Conan Byrne     | St Patrick’s Athletic | 18   |
| 04. | Rory Gaffney    | Limerick 37           | 14   |
| 05. | Daniel Corcoran | Bohemians Dublin      | 13   |
| 05. | Billy Dennehy   | Cork City             | 13   |
| 07. | Michael Duffy   | Derry City            | 11   |
| 07. | Chris Forrester | St Patrick’s Athletic | 11   |
| 07. | Mark O’Sullivan | Cork City             | 11   |
| 07. | Richard Towell  | Dundalk FC            | 11   |